# ألكسندر (دوق شليسفيغ-هولشتاين-سوندربورغ)
ألكسندر (20 يناير 1573 - 13 مايو 1627)؛ كان نبيلا دنماركياً، ودوق شليسفيغ-هولشتاين-سوندربورغ.
ولد ألكسندر بـ سوندربورغ في دوقية شليسفيغ، فهو الابن الثالث لـ هانس الأصغر دوق شليسفيغ-هولشتاين-سوندربورغ وإليزابيث من براونشفايغ-جروبنهاغن، وكذلك هو حفيد كريستيان الثالث ملك الدنمارك والنرويج، وابن عم الملكة آن الدنماركية قرينة جيمس السادس والأول ملك اسكتلندا وإنجلترا، نظرا لأن شقيقه الأكبر الباقي على قيد الحياة اختار إيري كمقر له، استقبل ألكسندر مقر والده سوندربورغ عند وفاة والدهم وكان في الواقع الدوق الثاني.
توفي الإسكندر صباح 13 مايو 1627 في سوندربورغ، وتم دفنه في قلعة سوندربورغ، في اليوم السابق لوفاته كتب وصيته والتي تنص على أن زوجته يجب تدير التركة غير المقسمة وذلك لسداد الدين، وعلى الابن الأكبر هانس كريستيان أن يرث الإقطاعية بأكملها ولكنه في الوقت الحالي لا يزال غير متزوج، كانت الأرملة الدوقة دوروثيا مسؤولة عن الدوقية خلال سنوات الحرب الصعبة التالية، ولكنها لم تكن قادرة على سداد الديون، والتي على العكس من ذلك استمرت في التزايد، لذلك وافقت في 17 ديسمبر 1633 على أبرم الأبناء اتفاقية ميراث والتي بموجبها استلم هانس كريستيان سلطة الدوقية مقابل دفع مبلغ مالي سنوياً لوالدته وإخوته، توفيت دوروثيا في 5 يوليو 1639 (ولدت في 25 أغسطس 1579)، استمرت الدوقية في الوجود حتى 1667 بعد أن تم إفلاسها وعادت إلى التاج الدنماركي.
بعد وفاته، أنشئ أبنائه الأحياء فروع أخرى لأسرة شليسفيغ هولشتاين-سوندربورغ.

## الزواج والذرية
تزوج ألكسندر من دوروثيا من شفارتسبورغ-سوندرسهاوزن ابنة يوهان جونثر الأول كونت شفارتسبورغ-سوندرسهاوزن في 26 نوفمبر 1604 بـ أولدنبورغ، كان لديهم أحد عشر طفلاً:
- هانس كريستيان (26 أبريل 1607 - 28 يونيو 1653)؛ مقره في سوندربورغ.
- ألكسندر هنريك (12 سبتمبر 1608 - 5 سبتمبر 1657)؛ تزوج زواجاً مرغنطياً، وأسس فرع السيليزي أو الكاثوليكي من الأسرة.
- إرنست جونثر (14 أكتوبر 1609 - 18 يناير 1689)؛ مؤسس فرع آوغوستنبورغ.
- غيورغ فريديريك (18 ديسمبر 1611 - 23 أغسطس 1676)؛ أسقف لوثرياً.
- أوغست فيليب (11 نوفمبر 1612 - 6 مايو 1675)؛ مؤسس فرع بيك أو فرع الألماني.
- أدولف (2 نوفمبر 1613 - 1 فبراير 1616) توفي صغيراً.
- آنا إليزابيث (5 فبراير 1615 - 19 فبراير 1616)؛ توفيت صغيرة.
- فيلهلم أنطون (2 أبريل 1616).
- صوفي كاثارينا (28 يونيو 1617 - 22 نوفمبر 1696)؛ زوجة أنتوني غونتر كونت أولدنبورغ، ليس لديهم أبناء.
- إليونورا سابينا (27 فبراير 1619).
- فيليب لودفيغ (27 أكتوبر 1620 - 10 مارس 1689)؛ مؤسس فرع فيزنبورغ أو فرع الساكسوني.

على الرغم من انقسام الدوقية إلى عدة فروع، إلا أن فرع بيك نسله مستمر حتى يومنا هذا، انقرضت الفروع الأخرى في أقل من 120 عاماً من وفاته، ومع ذلك استمر فرع آوغوستبورغ حتى القرن العشرون وتشابكت ألقابه مع أحدى فروع آل بيك، وإما فرع بيك أصبح منذ 1825 يحمل اسم آل غلوكسبورغ وإليها تنتسب عائلات المالكة في الدنمارك والنرويج وكذلك آل ماونتباتن-ويندسور (بيولوجياً)، وكذلك مطالبين بالعرش اليوناني من خط الذكور.